# Gabriella Colucci
Gabriella Colucci (Nápoles, Itália, década de 1970) é uma investigadora italiana, especializada na identificação de compostos químicos de origem vegetal que podem ser usados na medicina e indústria. É fundadora de duas empresas de biotecnologia, Arterra Bioscience e Vitalab, que descobriram duas novas moléculas de origem vegetal, aptas para o uso industrial. Em Junho de 2018 ganhou o Prémio da União Europeia para Mulheres Inovadoras.

## Carreira
Gabriella nasceu em Nápoles, na década de 1970, especializando-se em ciência agrícola. Em 1994 foi em intercâmbio profissional para a Nigéria, onde esteve durante um ano, após o que começou a trabalhar em investigação na Universidade da California em San Diego e na Arena Pharmaceuticals.
Em 2004, então com 45 anos e trabalhando como cientista nos Estados Unidos, apercebeu-se que o seu sonho era fazer algo que fizesse a diferença na sua cidade natal, Nápoles. Regressou à Itália, formando em Nápoles a sua primeira empresa, Arterra Bioscience, que tal como a sua empresa-filha, a Vitalab, usa tecnologia especializada com a finalidade de compreender como as células vegetais enviam sinais entre si, permitindo aos cientistas identificarem moléculas específicas com utilidade industrial. Ambas estas empresas têm uma grande proporção de jovens mulheres cientistas nas suas equipas. Segundo Gabriella, isto explica-se parcialmente devido à Biologia ser um campo particularmente atractivo para as mulheres.
Até hoje, o trabalho de Gabriella permitiu a descoberta de 35 ingredientes activos de origem vegetal com uso nas industrias agro-química e cosmética, e as suas empresas conseguiram 14 patentes para moléculas novamente descobertas.
Em 2018 ganhou o Prémio da União Europeia para Mulheres Inovadoras, em reconhecimento pelos 35 compostos químicos com aplicações potenciais na indústria cosmética e agroquímica que identificou. A sua empresa italiana conseguiu identificar estes compostos através da interpretação das mensagens enviadas entre as células. O prémio, no valor de 100.000 euros, foi apresentado pelo comissário da União Europeia para a investigação, ciência e inovação, Carlos Moedas, e pela eurodeputada grega Eva Kaili numa cerimónia em Bruxelas, na Bélgica, a 21 de Junho desse ano. O segundo prémio foi atribuído à espanhola Alicia Asín Pére, com trabalho relacionado à Internet das Coisas, e o terceiro à austríaca Walburga Fröhlich. O prémio jovem foi atribuído à norueguesa Karen Dolva, que projectou um robô para pessoas socialmente inactivas.